# 추리특급 (텔레비전 프로그램)
추리특급(推理 特急)은 1997년 10월 20일부터 1998년 6월 11일까지 방송되었던 연예오락 프로그램이다.

## 진행자
- 이계진
- 전인석

## 방송 시간
- 1997년 10월 20일 ~ 1997년 11월 18일 : 매주 월요일~화요일 밤 8시 20분
- 1997년 11월 25일 ~  1998년 2월 10일 : 매주 화요일 밤 8시 50분
- 1998년 2월 19일 ~ 1998년 6월 11일 : 매주 목요일 밤 9시 50분